# Cantonul Marseille-Le Camas
Cantonul Marseille-Le Camas este un canton din arondismentul Marseille, departamentul Bouches-du-Rhône, regiunea Provence-Alpes-Côte d'Azur, Franța.